# Fehérfejű gyurgyalag
A fehérfejű gyurgyalag (Merops bullockoides) a madarak osztályának a szalakótaalakúak (Coraciiformes) rendjéhez, ezen belül a gyurgyalagfélék (Meropidae) családjához tartozó faj.

## Rendszerezése
A fajt Andrew Smith skót ornitológus írta le 1834-ben.

## Előfordulása
Afrika déli részén, Angola, Botswana, Burundi, a Dél-afrikai Köztársaság, a Kongói Demokratikus Köztársaság, Gabon, Kenya, Malawi, Ruanda, Szváziföld, Tanzánia, Zambia és Zimbabwe területén honos.
Természetes élőhelyei a szubtrópusi és trópusi síkvidéki esőerdők, lombhullató erdők és cserjések, folyók és patakok környékén, valamint legelők. Állandó, nem vonuló faj.

## Megjelenése
Testhossza 23 centiméter, testtömege 28-38 gramm.

## Életmódja
Főleg hártyásszárnyúakkal táplálkozik, de más repülő rovarokat is fogyaszt.
|  |

## Szaporodása
Több száz fős koloniában fészkel.
|  |

## Természetvédelmi helyzete
Az elterjedési területe rendkívül nagy, egyedszáma pedig növekszik. A Természetvédelmi Világszövetség Vörös listáján nem fenyegetett fajként szerepel.